# Juzgado general de bienes de difuntos
Il Juzgado general de bienes de difuntos (in lingua spagnola Tribunale generale dei beni dei defunti) era una giurisdizione speciale chiamata a tutelare le successioni ereditarie di quanti, originari della penisola Iberica, morissero nei territori coloniali della Monarchia spagnola senza avere eredi successibili in loco. Tale giurisdizione – che iniziò a formarsi a partire dal 1526 – fu costituita formalmente nel 1550, quando il Re di Spagna ordinò che in tutti i Tribunali supremi dei Regni delle Indie (Reales Audiencias) venisse istituita la carica di Juez general de bienes de difuntos (Giudice generale dei beni dei defunti). Tale giurisdizione speciale fu abolita nel 1813.

## La fondazione (fine XV secolo - 1550)
Sin dall'inizio dell'impresa di conquista e colonizzazione del Nuovo Mondo, la Monarchia spagnola si rese conto che le procedure di trasmissione ereditaria dei beni dei primi conquistadores e coloni spagnoli che si stabilivano in America potevano subire delle grosse complicazioni, dovute alle distanze transoceaniche che si frapponevano tra i defunti e i loro eredi.

Già nel 1526, in una lettera reale del 9 novembre, la Corona affermava di essere a conoscenza del fatto che gli esecutori testamentari e i curatori delle eredità degli spagnoli che morivano nel Nuovo mondo non compivano diligentemente i loro compiti, e che pertanto gli eredi rimanevano defraudati dei loro diritti:
«Nos somos informados y por experiencia ha parecido que los bienes de las personas que han fallecido en las nuestras Indias no han venido enteramente, ni tan presto como pudieran, a poder de los herederos por testamento o abintestato de los tales difuntos, ansí por no sé a ver puesto el recaudo y diligencia que convenía en la cobranza de lo que les era debido, como porque los bienes que fincaban se vendían a menos precio de lo que valían y se daban, por los tenedores de los bienes de tales difuntos, por apagados muchos pesos de oro, afirmando que los difuntos los debían y dejando de poner en el inventario que de ellos se hacía muchos bienes y de mucho valor y después lo que detenían, eran tiempo en su poder antes que los enviasen a los oficiales de la Casa de la Contratación de Sevilla, como eran obligados y lo que peor es en los registros que enviaban a la dicha casa no declaraban los sobrenombres ni apellidos de los tales difuntos ni los lugares de donde eran vecinos, de manera que nunca o con gran dificultad se podían saber los herederos de ellos, llevando, como han llevado, los dichos tenedores de bienes de difuntos, por razón de ello, la décima parte de los dichos bienes y muchos de ellos la quinta parte, lo cual ha sido todo el gran daño de los dichos herederos y se ha estorbado el cumplimiento de las animas de los tales difuntos.»
Pertanto, nelle ordinanze inviate alla Casa de Contratación fu stabilito che, prima di imbarcarsi per le Indie, chiunque volesse recarsi nel Nuovo Mondo fosse obbligato a registrarsi in presenza del contador della Casa, in modo da rendere possibile in seguito rintracciare i suoi eredi legittimi. Così si legge, ad esempio, nelle Ordinanze del 1552 (che riproducevano gli ordini dati già precedentemente):
«65. […] Ordenamos y mandamos que cada y quando quales quier personas quisieren pasa a las dichas Yndias luego como llegaren a la ciudad de Sevilla sean tenudas y obligadas de yr ante el contador de la dicha casa o su oficial el qual tenga y aya de tener un libro enquadernado, tome y asiente el nombre y sobrenombre de las tales personas y lugar donde son naturales, poniendo el Navio en que ban, y a a que Provincia y en que compañia y como se llaman sus Padres para que si fallecieren en las dichas Yndias se sepa donde viven los que le huviese de eredar, el qual dicho libro tenga el dicho contador en su oficio.»
Parallelamente alla registrazione si stabilì che i beni delle persone che morissero nelle indie fossero messi in custodia dalla giustizia ordinaria dei luoghi in cui questi fossero deceduti, scrupolosamente inventariati alla presenza di un notaio e di testimoni qualificati. La procedura stabilita ricalcava quella che sarà successivamente la procedura della giurisdizione speciale del Juzgado che, tuttavia, dovrà aspettare il 1550 per ricevere la forma definitiva.
Se, infatti, i compiti di tutela delle trasmissioni ereditarie erano state inizialmente date alla giustizia ordinaria, alla metà del XVI secolo si decise di creare una giurisdizione privativa per occuparsi della questione. Così, con la "Carta acordada" del 16 aprile 1550 (seguita da una nuova cedola reale nel 1556), ogni Real Audiencia fu chiamata a nominare un Juez general de bienes de difuntos, carica che sarebbe stata ricoperta annualmente ed a turno da un oidor (auditore) della stessa Audiencia.

## Dall'evoluzione Cinque-Seicentesca alle riforme borboniche
Il tribunale del Juzgado fu sottoposto, già nel corso del Cinque-Seicento, ad una intensa evoluzione normativa.
Già nel 1563, all'interno delle celebri Ordenanzas de Monzón con le quali si riorganizzarono le Audiencias indiane, si precisarono gli obblighi dei cosiddetti tenedores de bienes (i curatori e depositari delle eredità giacenti), ai quali fu ingiunto di rendere conto ogni anno dei beni in loro possesso. Tra la fine degli anni Sessanta e l'inizio dei Settanta del Cinquecento, Filippo II cercò di rispondere, con vari ordini rivolti alle autorità viceregie americane, alle lamentele riguardo al malfunzionamento del Juzgado, accusato da parenti ed esecutori testamentari dei defunti di malversazioni. Ciononostante le lamentele riguardo al mancato invio alla Casa de Contratación di molte eredità non finivano di giungere a Madrid, presso il Consiglio delle Indie.
Un momento importante fu quello della visita general della Nuova Spagna della quale fu incaricato Juan de Palafox negli anni Quaranta del Seicento, il quale stilò nuove Ordinanze per il Juzgado nel 1646. Le varie norme che reggevano il Juzgado furono poi raccolte nella Recopilación de las Leyes de los Reynos de Indias (1680) ed in particolare al Titolo 32 «Del Juzgado de bienes de difuntos, y su administración y cuenta». La compilazione di fine Seicento, tuttavia, non stabilizzò una volta per tutte la regolamentazione del Juzgado che ancora nel XVIII secolo subì nuovi interventi. Di particolare rilevanza fu il periodo del riformismo borbonico, in particolare durante i regni di Carlo III e Carlo IV. In seguito alle riforme amministrative stabilite dal primo con la Ordenanza de Intendentes del 1786 e, soprattutto, con le riforme fiscali e dell'apparato di giustizia avvenute sotto il secondo (in particolare con l'abolizione della Casa de Contratación, 1790, così come con la nascita della Tesoreria generale e del Tribunal de Cuentas) la giurisdizione speciale del Juzgado fu prima ridimensionata per poi sparire nel 1813.

## I compiti e la procedura delJuzgado de bienes de difuntos
La rivendicazione da parte del sovrano Castigliano a proposito della tutela dei beni ereditari giacenti ha radici medievali. In particolare, già nelle Siete Partidas (1265) re Alfonso X ordinava che i beni dei pellegrini che morissero lontano da casa fossero con cura inventariati e affidati alla tutela dei vescovi locali, al fine della loro corretta trasmissione ai legittimi eredi. All'inizio dell'età moderna, poi, a partire dalle Leyes de Toro (1505), compilazione legislativa risultante dall'attività legislativa dei Re Cattolici e fissata alla morte di Isabella di Castiglia, sino alla Nueva Recopilación (1567) delle Leggi di Castiglia, fu codificato la rivendicazione regia alla gestione delle eredità giacenti, e all'incameramento di quelle vacanti (quelle cioè per i quali non vi fosse legittimo erede) da parte del Fisco regio.
Se nella Penisola iberica l'amministrazione di questi beni fu affidata al Consejo de Cruzada nelle colonie, giuridicamente appartenenti al Regno di Castiglia, fu creata come abbiamo visto una giurisdizione speciale per occuparsi della questione.
Il Juzgado de bienes de difuntos, nella sostanza, svolgeva tre compiti essenziali:
1. agiva come una sorta di esecutore testamentario per quei defunti che non avevano avuto nel luogo della morte parenti o reti di relazione che dessero seguito alle loro ultime volontà;
2. proteggeva i diritti degli eredi “assenti” (non ancora individuati) e dei creditori, impedendo appropriazioni indebite dei beni in questione;
3. svolgeva indagini nei luoghi in cui il defunto era vissuto, vagliava le testimonianze prodotte dagli aspiranti eredi e dai testimoni, identificando i legittimi eredi e i creditori situati in ogni parte del mondo.

La procedura dei bienes de difuntos partiva normalmente quando una autorità di giustizia locale nell'America o nelle Filippine spagnole (tenientes de gobernador, alcaldes mayores, corregidores, ecc.) venissero a conoscenza, spesso attraverso la delazione o perché informati da amici e fiduciari dei deceduti, che qualcuno era morto senza eredi in loco. Informato il Juez mayor, quindi, le autorità locali si premuravano di mettere sotto sequestro cautelare i beni e di inventariarli e di verificare la presenza o meno di un testamento. Quindi iniziavano una investigazione riguardante le origini della persona e l'eventuale presenza di eredi in Spagna. Inoltre ricevevano richieste di creditori e investigavano sulla presenza di debiti verso l'eredità. Tutta la procedura si svolgeva sotto la supervisione di un defensor de bienes de difuntos, un "difensore" chiamato a verificare la correttezza delle operazioni e a difendere l'integrità del patrimonio contro possibili pretese ingiustificate.
I beni venivano venduti all'asta ed il ricavato veniva utilizzato per le spese del funerale e della sepoltura del defunto. Pagati i debiti del de cuius ed eventualmente i lasciti testamentari in loco, il restante era indirizzato verso la cassa dei beni dei defunti presente nell'Audiencia sotto la cui giurisdizione ricadeva il personaggio oggetto di indagine. Una volta chiusa la fase del processo indiano, tutto il fascicolo assieme alla somma in oggetto veniva indirizzato verso la Casa de Contratación di Siviglia (trasferita a Cadice nel 1717), Tribunale sotto il quale ricadevano le Audiencias indiane in questa materia (sopravanzato solamente dalla giurisdizione del Consejo de Indias di Madrid).
Arrivate l'eredità e le carte a Siviglia, la Casa de Contratación si occupava della seconda parte del processo. Questa avrebbe dovuto prontamente pubblicare la notizia dell'arrivo di una eredità dalle Indie. Nel caso in cui i presunti eredi del defunto fossero dislocati al di fuori della città di Siviglia, la Casa avrebbe dovuto inviare dei messaggeri nei paesi di origine, i quali avrebbero provveduto a far pubblicare il bando (che sarebbe stato anche letto durante la messa domenicale). In questo modo gli eredi avrebbero potuto sapere della morte di un parente e si sarebbero potuti presentare presso il tribunale portando prove della loro identità (fedi di battesimo e matrimonio, testimonianze orali dei loro paesani, ecc.). In caso si presentassero più pretendenti a reclamare i beni un processo si apriva davanti alla Casa che alla fine determinava chi fossero i veri eredi del defunto.
Non bisogna sovrastimare l'efficacia di un simile meccanismo. La lunghezza delle cause, che potevano durare anche decenni, così come la distrazione dei fondi delle casse dei beni dei defunti parte delle autorità di governo spagnole (soprattutto in caso di crisi militari) facevano sì che gli abitanti dei Regni delle Indie cercassero di sottrarsi alla sua giurisdizione, organizzando privatamente la trasmissione dei beni. Ad ogni modo, la ricchezza del fondo dell'Archivio Generale delle Indie di Siviglia, che nella sua sezione Contratación contiene più di 700 buste di documentazione relative a simili procedure, non permette di sottovalutare la portata di una simile istituzione. La documentazione del Juzgado è particolarmente utile agli storici, in quanto ricca di informazioni sulla vita materiale dei pobladores delle Indie spagnole ed è stata utilizzata in numerosi studi di storia sociale, religiosa, economica, culturale.